# کن باچر
کن باچر با نام کامل کنت ادوارد باچر (انگلیسی: Ken Batcher; ۲۷ دسامبر ۱۹۳۵ – ۲۲ اوت ۲۰۱۹) استاد بازنشسته علوم رایانه در دانشگاه ایالتی کنت بود. او همچنین به عنوان معمار رایانه در گودیر ایرواسپیس در آکرون، اوهایو به مدت ۲۸ سال کار کرد.

## سنین جوانی و تحصیل
باچر در دسامبر ۱۹۳۵ در کوئینز، نیویورک به دنیا آمد. او در اوت ۲۰۱۹ در استوو، اوهایو درگذشت. والدین او در دانشگاه ایالتی آیووا با هم آشنا شدند و بعد از فارغ‌التحصیلی به شهر نیویورک نقل مکان کردند. پدرش، رالف آر. بچر، مهندس ارشد شرکت رادیویی ای.اچ. گریب تا زمان ورشکستگی آن شرکت در ۱۹۳۲ در آنجا کار می‌کرد. او از دبیرستان فنی بروکلین فارغ‌التحصیل شد. باچر در سال ۱۹۵۷ از دانشگاه ایالتی آیووا با مدرک کارشناسی مهندسی فارغ‌التحصیل شد. در سال ۱۹۶۴، باچر دکترای خود را در مهندسی برق از دانشگاه ایلینوی دریافت کرد.
باچر در ۲۲ اوت ۲۰۱۹ در استوو، اوهایو در سن ۸۳ سالگی درگذشت.
باتچر چندین مقاله فنی منتشر کرد و صاحب ۱۴اختراع از خود است. او دو الگوریتم مرتب‌سازی موازی را کشف کرد: ادغام زوج و فرد و ادغام بیتونیک. او همچنین یک کاشف روش درهم‌سازی داده در یک حافظه با دسترسی تصادفی است که امکان دسترسی در ابعاد چندگانه را فراهم می‌کند. این حافظه‌ها در پردازنده‌های موازی STARAN و MPP استفاده می‌شدند.

## جوایز
- در سال ۱۹۸۰، او جایزه آرنشتاین را دریافت کرد که توسط شرکت هوافضای گودیر برای دستاوردهای فنی ارائه شد.[۳]
- در سال ۱۹۹۰، باچر جایزه مؤسسه مهندسان برق و الکترونیک/انجمن ماشین‌های حسابگر اکرت-ماچلانه را برای کار پیشگام خود در رایانه‌های موازی دریافت کرد. او دارای ۱۴ اختراع است.
- در سال ۲۰۰۷، باچر جایزه مهندسی رایانه مؤسسه مهندسان برق و الکترونیک سیمور کری را «برای کمک‌های اساسی نظری و عملی به محاسبات موازی انبوه، از جمله الگوریتم‌های مرتب‌سازی موازی، شبکه‌های اتصال متقابل، و طراحی‌های پیشگام رایانه‌های STARAN و MPP دریافت کرد.»
- باچر با کشف دو الگوریتم مرتب‌سازی موازی مهم اعتبار کسب کرد: مرتب‌سازی ادغامی دسته‌ای فرد–زوج و مرتب‌ساز بایتونیک.
- باتچر به خاطر تعریف نیمه جدی و نیمه طنزآمیز خود که «ابر رایانه وسیله‌ای است برای تبدیل مشکلات محاسباتی به مشکلات I/O-باند» شهرت دارد.